# Allée couverte des Tabernaudes
L'allée couverte des Tabernaudes est un mégalithe situé à L'Île-d'Yeu, dans le département français de la Vendée.

## Description
Le monument est orienté nord-ouest/sud-est. Il est enserré dans un tumulus encore visible. L'édifice mesure 8,70 m de longueur pour une largeur variant de 1,80 m à l'entrée, 2 m vers le centre et 1,30 m au niveau de la dalle de chevet, ce qui formellement ne permet pas de le qualifier d'allée couverte, édifice où les deux côtés sont strictement parallèles. Cette curieuse configuration résulte peut-être de la restauration réalisée par Marcel Baudouin à l'issue de ses fouilles en 1910. Avant celles-ci, seuls trois orthostates (dont la dalle de chevet) étaient encore dressés en place, tous les autres étaient renversés ou éparpillés aux alentours. L'entrée est encadrée de deux énormes blocs dont on ne sait si leur disposition est naturelle ou résulte d'une action humaine. Depuis la restauration de Baudouin, l’édifice se compose de dix-neuf orthostates de petites dimensions (en moyenne 1 m de longueur). La dalle de chevet mesure 1,30 m de hauteur. Toutes les dalles ainsi que les deux énormes blocs encadrant l'entrée sont en orthogneiss.
Le fond de l'édifice fut édifié directement sur un affleurement rocheux qui aurait été aplani sur environ 1,50 m de longueur. Selon Baudouin, dans le prolongement de l'affleurement naturel, le sol était couvert sur toute la longueur du monument d'un dallage, constitué de plaquettes en orthogneiss d'environ 7 cm d'épaisseur, reposant sur une couche de galets en quartz blanc. Il ne reste désormais aucune trace de ce dallage.
A l'issue de ses fouilles, Baudouin ne signale aucune trace d'inhumation et aucun matériel archéologique.